# Rebæk Søpark
Rebæk Søpark er et grønt område i det nordvestlige hjørne af Hvidovre Kommune i umiddelbar nærhed af Rødovre Station. I området ligger Rebæk Sø og en bebyggelse, der bl.a. omfatter Rebæk Søpark Kollegiet.
I parken er opstillet fire skulpturer af Kaj Nielsen. Skulpturerne, som er udhugget af marksten i 1967, forestiller en søko, en isbjørn, en stor ugle og en rødfugl. Også en 2½ meter høj skulptur af Monica Ritterband, Den globale gudetrappe fra 2001, står i parken.
I tilknytning til Rebæk Søpark ligger et mindre butikscenter ved navn Rebæk Søpark Butikscenter.
55°39′37″N 12°27′29″Ø / 55.6603°N 12.4581°Ø